# Домингес, Диохенес
Диохенес Домингес (исп. Diógenes Domínguez; 1902 — неизвестно) — парагвайский футболист, нападающий. Участник чемпионата мира 1930 года, серебряный призёр чемпионата Южной Америки 1929 года, бронзовый призёр чемпионата Южной Америки 1925 года.

## Биография
Диохенес Домингес родился в 1902 году.
Играл в футбол на позиции нападающего. В 1925—1929 годах выступал в чемпионате Парагвая за «Олимпию» из Асунсьона, в 1930 году — за «Спортиво Лукеньо».
В 1925—1930 годах выступал за сборную Парагвая.
В 1925 году завоевал бронзовую медаль чемпионата Южной Америки в Буэнос-Айресе. Провёл 2 матча.
В 1926 году участвовал в чемпионате Южной Америки в Сантьяго, где парагвайцы заняли 4-е место. Провёл 3 матча, забил 3 мяча.
В 1929 году завоевал серебряную медаль чемпионата Южной Америки в Буэнос-Айресе. Провёл все 3 матча.
В 1930 году участвовал в первом в истории чемпионате мира в Уругвае, где парагвайцы не смогли выйти из группы. Участвовал в матче против сборной США (0:3).
Дата смерти неизвестна.

## Достижения

### Командные
Сборная Парагвая
- Серебряный призёр чемпионата Южной Америки (1): 1929.
- Бронзовый призёр чемпионата Южной Америки (1): 1925.